# Flagnac
Flagnac é uma comuna francesa na região administrativa de Occitânia, no departamento de Aveyron. Estende-se por uma área de 12,93 km². Em 2010 a comuna tinha 1 096 habitantes (densidade: 84,8 hab./km²).